# Alpine Ski-Junioreneuropameisterschaften 1979
Die 7. Alpinen Ski-Junioreneuropameisterschaften fanden im Januar 1979 in Achenkirch in Österreich statt.

## Herren

### Abfahrt
| Platz | Land | Sportler               | Zeit        |
| ----- | ---- | ---------------------- | ----------- |
| 1     | AUT  | Erwin Resch            | 1:38,64 min |
| 2     | AUT  | Gerhard Pfaffenbichler | 1:39,52 min |
| 3     | SUI  | Bruno Kernen           | 1:40,51 min |

### Riesenslalom
| Platz | Land | Sportler             | Zeit        |
| ----- | ---- | -------------------- | ----------- |
| 1     | AUT  | Christian Orlainsky  | 2:41,23 min |
| 2     | AUT  | Ernst Hinterseer jr. | 2:43,70 min |
| 3     | SUI  | Joël Gaspoz          | 2:44,55 min |

### Slalom
| Platz | Land | Sportler              | Zeit        |
| ----- | ---- | --------------------- | ----------- |
| 1     | AUT  | Christian Orlainsky   | 1:32,74 min |
| 2     | SUI  | Joël Gaspoz           | 1:33,64 min |
| 3     | SWE  | Lars-Göran Halvarsson | 1:34,89 min |

## Damen

### Abfahrt
| Platz | Land | Sportlerin        | Zeit        |
| ----- | ---- | ----------------- | ----------- |
| 1     | AUT  | Andrea Haaser     | 1:28,14 min |
| 2     | AUT  | Christa Puschmann | 1:28,97 min |
| 3     | AUT  | Heidi Riedler     | 1:29,43 min |

### Riesenslalom
| Platz | Land | Sportlerin    | Zeit        |
| ----- | ---- | ------------- | ----------- |
| 1     | FRG  | Traudl Hächer | 2:08,66 min |
| 2     | AUT  | Andrea Haaser | 2:09,82 min |
| 3     | AUT  | Heidi Riedler | 2:10,34 min |

### Slalom
| Platz | Land | Sportlerin          | Zeit        |
| ----- | ---- | ------------------- | ----------- |
| 1     | FRG  | Regine Mösenlechner | 1:32,74 min |
| 2     | FRG  | Traudl Hächer       | 1:32,79 min |
| 3     | TCH  | Olga Charvátová     | 1:33,16 min |

## Medaillenspiegel
| Platz | Land             | Gold | Silber | Bronze | Gesamt |
| ----- | ---------------- | ---- | ------ | ------ | ------ |
| 1     | Österreich       | 4    | 4      | 2      | 10     |
| 2     | BR Deutschland   | 2    | 1      | –      | 03     |
| 3     | Schweiz          | –    | 1      | 2      | 03     |
| 4     | Schweden         | –    | –      | 1      | 01     |
| 4     | Tschechoslowakei | –    | –      | 1      | 01     |